# Ливинг (архиепископ)
Ливинг, также известен как Лифинг, Эльфстан, Этельстан (англ. Lyfing, Living, Ælfstan, Æthelstan ; умер 12 июня 1020) — 30-й архиепископ Кентерберийский (1013—1020).

## Биография
Ливинг был монахом аббатства Гластонбери, затем настоятелем аббатства Чертси (ныне — в графстве Суррей), а с 999 по 1013 год — епископом Уэлсским.
В 1013 году, после гибели от рук викингов Альфеджа, король Этельред назначил Ливинга архиепископом Кентерберийским, но в период задержки с получением им паллиума архиепископ Йоркский Вульфстан в 1014 году рукоположил в епископа Лондонского Эльфвига. По утверждению хрониста более позднего периода Гервасия Кентерберийского, Ливинг провёл обряд коронации Эдмунда Железнобокого и Кнута Великого, который в 1017 году стал королём всей Англии. Видимо, архиепископ сделал это, ещё не получив паллиум, поскольку, вернувшись из Рима, он привёз письмо Папы Римского  Бенедикта VIII королю Кнуту с поучениями понтифика новому монарху. Ливинг получил от Кнута подтверждение вольностей церкви Христа Спасителя в Кентербери, а также земельные пожалования, пожертвования священных реликвий и помощь в ремонтных и реставрационных работах, сведения о которых содержатся в документах о королевских пожалованиях преемнику Ливинга Этельноту.
Умер Ливинг 12 июня 1020 года. Он похоронен в церкви Христа Спасителя в Кентербери, с левой стороны от алтаря Святого Мартина.

### Рекомендуемая литература
- D. Knowles, C. N. L. Brooke, and V. C. M. London, eds., The heads of religious houses, England and Wales, 1: 940—1216 (1972)
- S. Keynes, The diplomas of King Æthelred ‘The Unready’ (978—1016): a study in their use as historical evidence, Cambridge Studies in Medieval Life and Thought, 3rd ser., 13 (1980)
- M. K. Lawson, Cnut: the Danes in England in the early eleventh century (1993)
- The historical works of Gervase of Canterbury, ed. W. Stubbs, 2 vols., Rolls Series, 73 (1879-80)
- E. B. Fryde and others, eds.,Handbook of British chronology, 3rd edn, Royal Historical Society Guides and Handbooks, 2 (1986)